# Штамов, Яков Захарович
Яков Захарович Штамов (30 октября [12 ноября] 1885, Бийск — 20 декабря 1939 года) — русский врач, организатор сибирских санаторно-курортных учреждений, Герой Труда.

## Биография
Родился в мещанской семье. В 1905 году окончил с серебряной медалью Семипалатинскую гимназию. С 1906 года учился на медицинском факультете в Томском университете, который окончил в 1912 году.
В 1921 создал и стал первым директором Томского физиотерапевтического института (сегодня — Томский научно-исследовательский институт курортологии и физиотерапии, находится в Томске на улице Розы Люксембург, д. 1). Возглавлял институт по 1929 год.
В это же время Штамов был директором курорта «Озеро Карачи» (с 1924 года), входившего тогда в ведение Сибкрайстрахкассы (Сибтруд).
В 1932 году переехал в Иркутск, где по заданию Наркомата здравоохранения организовал и возглавил второй в Сибири Иркутский физиотерапевтический институт.
В 1937 был арестован, покончил с собой в тюремной камере (1938?). Реабилитирован посмертно. Институт курортологии томичи до сих пор называют «Штамовским».

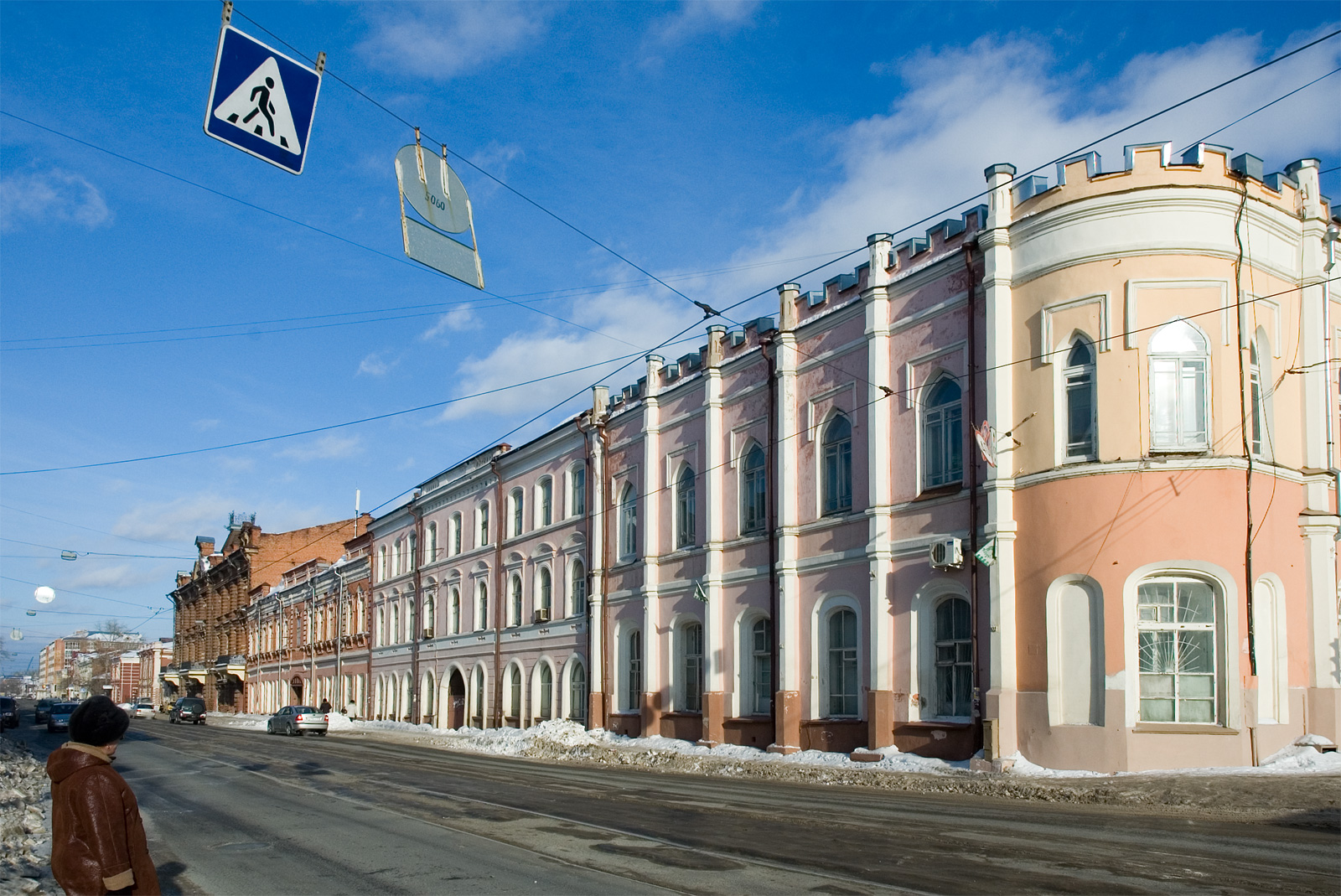
Томский НИИ курортологии и физиотерапии Росздрава.

## Награды и Память
- Удостоен звания Героя труда (1921).
- В числе первых врачей получил орден Трудового Красного Знамени (1923).